# Gregopimpla bernuthii
Gregopimpla bernuthii är en stekelart som först beskrevs av Hartig 1838.  Gregopimpla bernuthii ingår i släktet Gregopimpla och familjen brokparasitsteklar. Arten är reproducerande i Sverige. Inga underarter finns listade i Catalogue of Life.